# Mimi Davila
Maria Luisa „Mimi Davila“ (bulgarisch Мария Луиза „Мими“ Давила, * 17. Januar 1990 in Sofia) ist eine bulgarisch-kubanische Schauspielerin, Synchronsprecherin und Komikerin, die in den Vereinigten Staaten lebt und arbeitet.

## Leben
Davila wurde am 17. Januar 1990 in Sofia geboren. Sie ist außerdem kubanischer Herkunft. In jungen Jahren zog sie in die USA und studierte Schauspiel an der Dr. Michael M. Krop High School in Miami. Über YouTube fand sie den Weg zur Komikerin. 2011 gab sie ihr Schauspieldebüt in einer Episode der Fernsehserie The Glades. 2015 stellte sie in insgesamt sechs Episoden der Fernsehserie South Beach die Rolle der Olivia Lodge dar. 2017 übernahm sie im Actionfilm Air Speed – Fast and Ferocious die Rolle der Donna. Im selben Jahr verkörperte sie im Film Broken Angels mit der Rolle der Jenny Howell eine der Hauptrollen. 2018 lieh sie einem Charakter im Animationsfilm Spider-Man: A New Universe sowie in neun Episoden der Fernsehserie Voltron: Legendärer Verteidiger dem Charakter Romelle ihre Stimme. 2020 spielte sie im Actionfilm Embattled – Der Kampf ihres Lebens die Rolle der Patty Martinez. 2021 war sie im Animationsfilm Vivo – Voller Leben erneut als Synchronsprecherin zu hören.

## Filmografie (Auswahl)

### Schauspiel
- 2011: The Glades (Fernsehserie, Episode 2x10)
- 2014: The Spinoffs (Fernsehserie)
- 2015: South Beach (Fernsehserie, 6 Episoden)
- 2016: The King Who Sold Flowers (Kurzfilm)
- 2017: Air Speed – Fast and Ferocious (The Fast and the Fierce)
- 2017: Broken Angels
- 2017: Mother’s Day (Kurzfilm)
- 2017: Highland Park (Fernsehserie, Episode 1x01)
- 2019: Piel Canela (Kurzfilm)
- 2020: Embattled – Der Kampf ihres Lebens (Embattled)
- 2022: If Scooby Doo Was Latino (Kurzfilm)
- 2025: The Scout

### Synchronisationen
- 2018: Spider-Man: A New Universe (Spider-Man: Into the Spider-Verse, Animationsfilm)
- 2018: Voltron: Legendärer Verteidiger (Voltron: Legendary Defender, Animationsserie, 9 Episoden)
- 2021: Vivo – Voller Leben (Vivo, Animationsfilm)